# Síugrás az 1976. évi téli olimpiai játékokon
Az 1976. évi téli olimpiai játékokon a síugrás versenyszámait Seefeldben rendezték meg. Két versenyszámban avattak olimpiai bajnokot. A versenyeken magyar versenyző nem vett részt.

## Részt vevő nemzetek
A versenyeken 15 ország 62 versenyzője vett részt.
- Ausztria (AUT) (5)
- Csehszlovákia (TCH) (5)
- Egyesült Államok (USA) (6)
- Finnország (FIN) (4)
- Japán (JPN) (5)
- Jugoszlávia (YUG) (4)
- Kanada (CAN) (4)
- Lengyelország (POL) (5)
- NDK (GDR) (4)
- NSZK (FRG) (2)
- Norvégia (NOR) (4)
- Olaszország (ITA) (4)
- Svájc (SUI) (4)
- Svédország (SWE) (2)
- Szovjetunió (URS) (4)

## Éremtáblázat
(A rendező ország csapata eltérő háttérszínnel, az egyes számoszlopok legmagasabb értéke vagy értékei vastagítással kiemelve.)
| Az 1976. évi téli olimpiai játékok éremtáblázata síugrásban | Az 1976. évi téli olimpiai játékok éremtáblázata síugrásban | Az 1976. évi téli olimpiai játékok éremtáblázata síugrásban | Az 1976. évi téli olimpiai játékok éremtáblázata síugrásban | Az 1976. évi téli olimpiai játékok éremtáblázata síugrásban | Olimpia  |
| ----------------------------------------------------------- | ----------------------------------------------------------- | ----------------------------------------------------------- | ----------------------------------------------------------- | ----------------------------------------------------------- | -------- |
|                                                             | Ország                                                      | Arany                                                       | Ezüst                                                       | Bronz                                                       | Összesen |
| 1.                                                          | Ausztria (AUT)                                              | 1                                                           | 1                                                           | 1                                                           | 3        |
| 1.                                                          | NDK (GDR)                                                   | 1                                                           | 1                                                           | 1                                                           | 3        |
|                                                             |                                                             |                                                             |                                                             |                                                             |          |
| Összesen                                                    | Összesen                                                    | 2                                                           | 2                                                           | 2                                                           | 6        |

## Érmesek
| Az 1976. évi téli olimpiai játékok érmesei síugrásban |                                   |       |                               |       |                               |       |
| Versenyszám                                           | Arany                             | Arany | Ezüst                         | Ezüst | Bronz                         | Bronz |
| Normálsánc (70 m)                                     | Hans-Georg Aschenbach · NDK (GDR) | 252,0 | Jochen Danneberg · NDK (GDR)  | 246,2 | Karl Schnabl · Ausztria (AUT) | 242,0 |
| Nagysánc (90 m)                                       | Karl Schnabl · Ausztria (AUT)     | 234,8 | Toni Innauer · Ausztria (AUT) | 232,9 | Henry Glaß · NDK (GDR)        | 221,7 |